# Даурский цокор
Даурский цокор (лат. Myospalax aspalax) — млекопитающее рода цокоров отряда грызунов.

## Внешний вид и строение
Длина тела с головой от 14 до 23,3 см, длины хвоста от 4,8 до 6,9 см и веса от 225 до 422 г. Мех на верхней стороне преимущественно серо-желтый, изредка с коричневым отливом. У некоторых экземпляров на лбу имеется одно или несколько белых пятен. Губы тоже белые. Нижняя сторона тела покрыта светло-серым мехом. На хвосте и верхней части задних лап короткие белые волоски.

## Распространение
Существует две популяции даурского цокора: первая — на северо-востоке Китая, вторая — на северо-востоке Монголии и в сопредельных районах России. Обитает в степях, по берегам рек, на лесных опушках и пахотных землях.

## Образ жизни
Как и его близкие родственники, этот цокор роет системы подземных туннелей, которые в зависимости от сезона более или менее сложны. Летом самые глубокие участки норы обычно находятся на глубине от 30 до 50 см от поверхности. Зимой отдельные камеры находиться на глубине 2 метра. Расстояние между выходами, где возвышаются, как у кротов, холмики диаметром 50—70 см, составляет 1—3 метра. Вне брачного сезона каждая особь живет одна в своей норе. Для спаривания в мае или июне цокоры роют ход из норы самца в нору самки. Примерно через месяц самка рожает до пяти детенышей. Они остаются в норе матери до осени и покидают ее, когда достигают длины около 15 см.
Питаются в основном корнями и зелёными частями растений, когтями втягивая их в тоннель. Запасы продовольствия, хранящиеся в камерах, могут весить до 9 кг.

## Охранных статус
О существенных угрозах для популяции даурского цокора науке неизвестно. Этот вид внесен в список МСОП как вызывающий наименьшее беспокойство.